# Giullia Buscacio

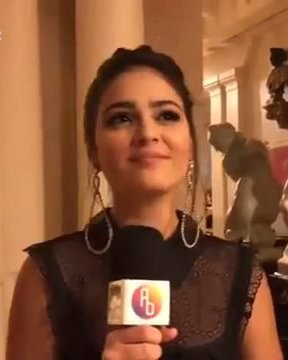
Giullia Buscacio

Giullia Buscacio Vieira (sinh ngày 21 tháng 1 năm 1997) là một nữ diễn viên người Brazil gốc Bồ Đào Nha.

## Tiểu sử
Giullia sinh ra ở Funchal, thủ đô của đảo Madeira, con gái của tiền đạo người Brazil Júlio César Gouveia Vieira  từng chơi ở Botafogo và các câu lạc bộ ở Hàn Quốc và Hungary (Fehérvar FC)  và Adriana de Farias Buscacio. Cô được sinh ra khi cha cô đến chơi tại Club Sport Marítimo. Sau đó, cô sống bốn năm ở Hàn Quốc. Telenigsas Hàn Quốc chịu trách nhiệm thức tỉnh ở Giullia ý chí hành động. Ngoài tiếng Bồ Đào Nha bản địa, cô có thể nói tiếng Hàn trôi chảy.

## Nghề nghiệp
Sự ra mắt của Giullia Buscacio trên truyền hình xảy ra vào năm 2009, ở tuổi mười hai, trong loạt phim A Lei eo Crime, được truyền tải bởi Rede Record. Năm 2012, cô đã làm vở opera Balacobaco, cũng trong Rede Record, tuy nhiên, từ khi còn nhỏ, cô đã thể hiện một ơn gọi nghệ thuật, sản xuất một số phim ngắn độc lập như "O Menino Mofado".
Vai diễn nổi bật nhất của Giullia Buscacio là trong vở opera xà phòng I Love Paraisópolis, được phát bởi Rede Globo, trong đó cô đóng vai Bruna nổi loạn và hư hỏng. Năm 2016, cô tham gia đoàn làm phim của Telenovela Velho Chico, nơi cô sống nhân vật đầu tiên của mình, Olívia lãng mạn, nơi cô tạo thành một cặp đôi lãng mạn với Gabriel Leone.
Yanna Lavigne sẽ làm nhân vật Jacira bản địa trong tiểu thuyết Novo Mundo, nhưng khi Lavigne mang thai, Giullia lấy vai diễn này.